# Кейррісон
Кейррісон де Соуза Карнейро (порт. Keirrison de Souza Carneiro, нар. 3 грудня 1988, Дорадус) — бразильський футболіст, що грав на позиції нападника.
Один з найперспективніших бразильських гравців кінця 2000-х, який згодом отримав відомість як один із найневдаліших трансферів в історії іспанської «Барселони».

## Ігрова кар'єра
Народився 3 грудня 1988 року в місті Дорадус. Вихованець юнацьких команд футбольних клубів СЕНЕ та «Корітіба». У дорослому футболі дебютував 2006 року виступами за головну команду останнього клубу, в якій провів три сезони, взявши участь у 63 матчах чемпіонату. В сезоні 2008 року забив 21 гол в іграх бразильської Серії A, розділивши титул найкращого бомбардира турніру.
На початку 2009 року перспективний молодий нападник приєднався до лав «Палмейраса», а за півроку було оголошено про його перехід до іспанської «Барселони» за 14 мільйонів євро. Згодом цей трансфер буде потрапляти до переліків найгірших в історії каталонського клубу, адже врешті-решт нападник не провів за його головну команду жодної офіційної гри. Невдовзі після переходу його для здобуття досвіду європейського футболу було віддано в оренду до лісабонської «Бенфіки», де бразилець не зумів вразити тренерський штаб і практично не грав. Схожа ситуація повторилася на початку наступного року в італійській «Фіорентині», в якій Кейррісон все ж відзначився одним голом, взявши при цьому участь у 10 іграх Серії A. Утім влітку того ж 2010 року флорентійці розірвали орендну угоду, і за декілька днів гравець вже був на батьківщині, на тих же правах оренди ставши гравцем «Сантуса», згодом протягом 2011—2012 років орендувався іншим місцевим клубом, «Крузейру».
2012 року опинився в рідному клубі «Корітіба», де на правах оренди грав до завершення контракту з «Барселоною», після чого на правах вільного агента уклав з ним повноцінний контракт.
Згодома у 2016—2017 роках грав за «Лондрина», після чого ненадовго повертався до Європи, провівши декілька ігор за португальську «Ароуку».
2017 року знову приєднався до «Корітіба», після чого провів декілька ігор в оренді за «Лондрину», після чого 2019 року фактично завершив професійну футбольну кар'єру.

## Титули і досягнення

### Командні
- Переможець Ліги Паранаенсе (1):

«Корітіба»: 2008
- Переможець Ліги Пауліста (1):

«Сантус»: 2011
- Володар Кубка Лібертадорес (1):

«Сантус»: 2011

### Особисті
- Найкращий бомбардир бразильської Серії A (1):

2008 (21 гол, разом з Клебером Перейрою і Вашингтоном)